# Список об'єктів, названих на честь Евариста Галуа
Наступне було названо на честь Евариста Галуа (фр. Évariste Galois; 1811—1832) — французького математика, засновника сучасної алгебри:
- Геометрія Галуа
- Група Галуа
- Поле Галуа
- Розширення Галуа
- Теорія Галуа
- 9130 Галуа — астероїд головного поясу
- Галуа — великий ударний кратер у південній півкулі зворотного боку Місяця.